# Étoile des neiges
Étoile des neiges is een Frans lied uit 1949 dat sindsdien in Franstalige landen is uitgegroeid tot een evergreen. De tekst is geschreven door Jacques Plante, de muziek door Jacques Hélian. Het lied is talloze keren gecoverd en uitgegroeid tot een publiekslieveling.

## Populariteit
In november 1949 introduceerde de Franse orkestleider Jacques Hélian het lied "Étoile des neiges" (De sneeuwster) op grammofoonplaat. Het plaatje werd opgemerkt door de bekende zangeres Line Renaud, die het lied populair heeft gemaakt in 1950. Het werd een van de bekendere chansons van de chansonniere. Het lied is sindsdien talloze keren gecoverd. Bekende coverversies van "Étoile des neiges" zijn onder andere van Tino Rossi, Patrice et Mario en Les Petits Chanteurs de Sainte-Croix de Neuilly. De uitvoering van Simon et les Modanais werd in 1988 een grote hit in de Franse hitlijsten. Mede door een variant van het lied in de populaire Franse cultfilm "Les Bronzés font du ski" kent het lied vandaag nog altijd een grote populariteit en groeide in de Franstalige landen uit tot een evergreen.

## Herkomst

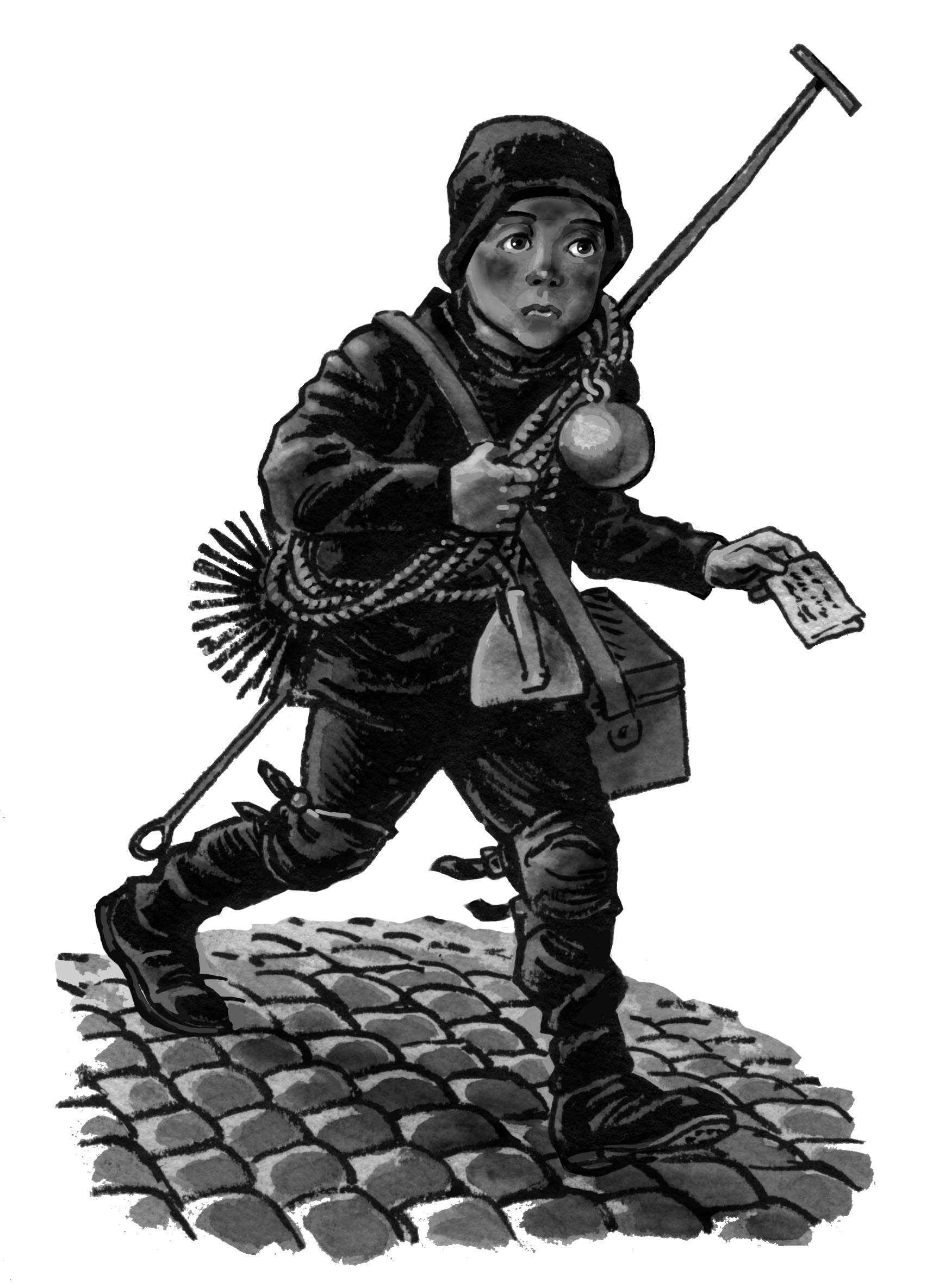
Savoyaardse schoorsteenveger.

Het lied vertelt een verhaal van een arme Savoyaardse schoorsteenveger uit de 19e eeuw of 20e eeuw, die verliefd is op een herderin, maar verplicht moet vertrekken uit zijn bescheiden bergdorpje om 's winters de kost te verdienen als gastarbeider in welvarende gebieden. Het vuile werk als schoorsteenveger was niet geheel ongevaarlijk, het kwam voor dat men bij ongevallen kwam te overlijden. De schoorsteenveger moet gedwongen afscheid nemen van zijn geliefde, maar ondanks de zware vooruitzichten, belooft hij in het voorjaar terug te keren met voldoende geld om te kunnen trouwen. Als het voorjaar eenmaal aangebroken is, wacht de herderin op haar geliefde. De schoorsteenveger komt zijn belofte na en keert heelhuids terug, waarna hij trouwt met de herderin.

## Lijst van vertolkers
Een (kleine) overzicht met een aantal vertolkers van het lied:
| - Line Renaud (1950) - Pacifico Perret (1954) - Gary Bartz (1972) - Simon et les Modanais (1988) |  | - Maurice Larcange (1992) - André Claveau (1998) - Juliette Gréco (2006) - La Tchoucrav (2008) |